# Alta Era Qing

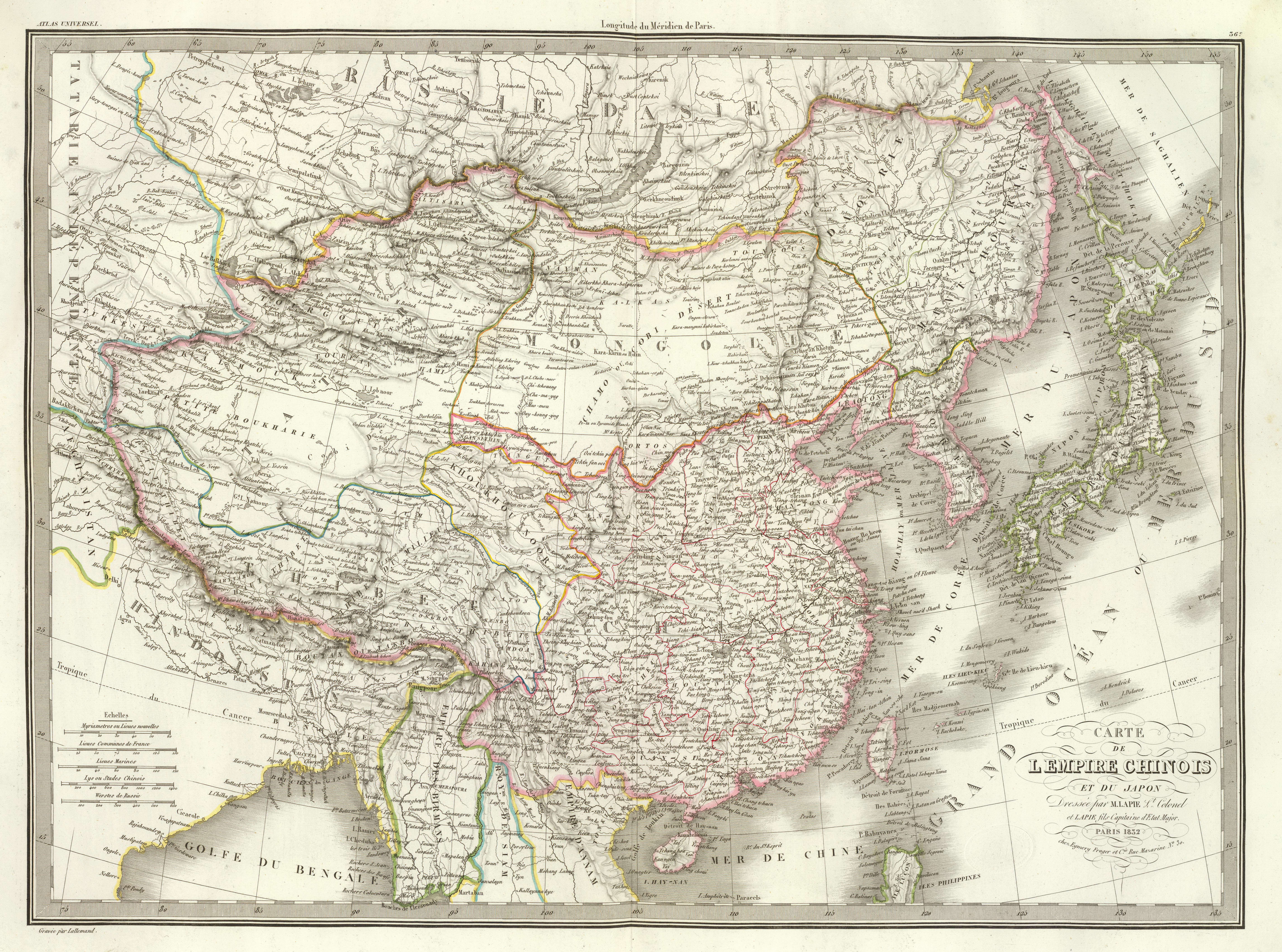
Território sob o controle do Império Qing em 1832.

A Alta Era Qing (chinês: 康雍乾盛世, pinyin: Kāng Yōng Qián Shèngshì), ou simplesmente Alto Qing, refere-se à idade de ouro da Dinastia Qing entre 1683 e 1799. A China foi governada pelos imperadores Kangxi, Yongzheng e Qianlong neste período, durante o qual a prosperidade e o poder do império atingiram novos patamares. 
Após o governo da Dinastia Ming, a era Qing Alta viu a China transformar-se num estado comercial com quase o dobro da população do seu antecessor, devido à elevada estabilidade política. Melhorias na alfabetização também ocorreram durante este período, e o território da China foi bastante expandido para o norte e para o oeste em comparação com a dinastia Ming anterior. Durante a Alta Era Qing, a tendência de imitar as tradições artísticas chinesas, conhecida como chinoiserie, ganhou grande popularidade na Europa devido ao aumento do comércio com a China e à corrente mais ampla do Orientalismo. 

## Características

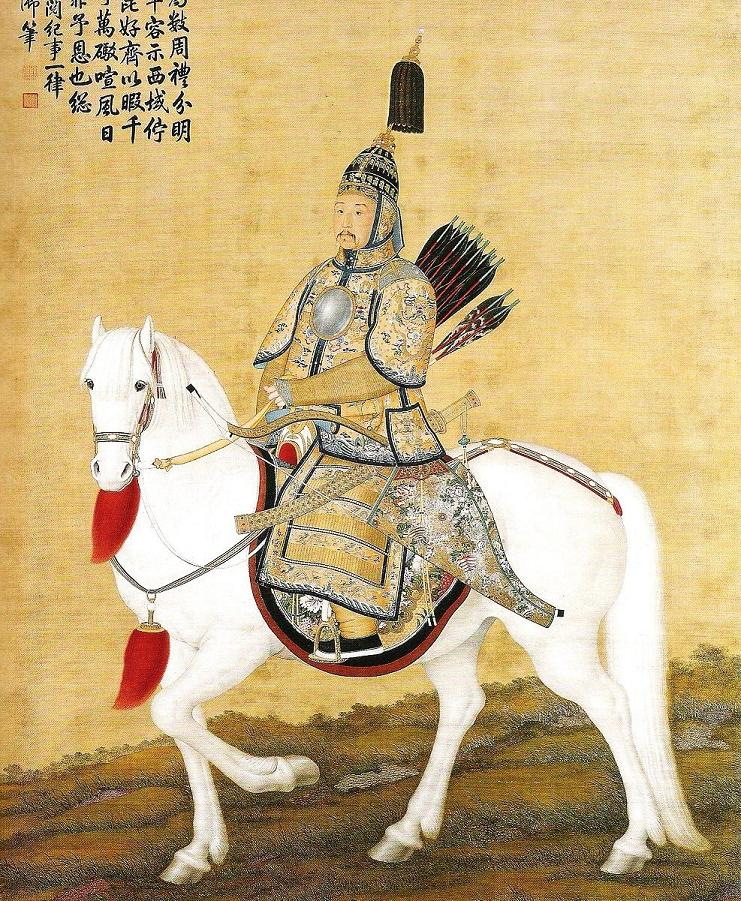
Imperador Kangxi exibindo seu estilo de equitação Manchu

Os três imperadores do Alto Qing combinaram os pontos fortes da sua cultura Manchu, além de um nível de sinicização das culturas conquistadas, a fim de combinar a assimilação e a manutenção da sua própria identidade cultural. O Imperador Kangxi iniciou o Alto Qing. Como imperador, ele elevou o império através de sua paixão pela educação, combinada com sua experiência militar, e por sua reestruturação da burocracia em uma burocracia cosmopolita. Sob Kangxi, a China também compilou extensas obras de literatura, enciclopédias e dicionários, como o Dicionário de Kangxi, os Poemas Tang Completos e a Coleção Completa de Clássicos da China Antiga.
O filho e sucessor de Kangxi, o imperador Yongzheng, teve um reinado mais curto do que seu pai ou seu filho Qianlong. Yongzheng governou através de táticas mais duras e brutais, mas também foi eficiente e comprometido com a manutenção do império. 
O último imperador do Alto Qing foi o Imperador Qianlong que, seguindo os passos de seu pai e avô, foi um governante completo que criou o auge do império do Alto Qing. Durante o reinado de Qianlong, o império Qing expandiu-se ao máximo e viu a criação de obras literárias mais clássicas, como o Sonho da Câmara Vermelha e a Biblioteca Completa dos Quatro Tesouros. As técnicas de governo únicas e sem precedentes destes imperadores e a ênfase no multiculturalismo  promoveram a produtividade e o sucesso da Alta Era Qing.

### Crescimento populacional
A base económica e os padrões de vida da China Qing experimentaram uma melhoria acentuada durante o século XVIII, impulsionada por aumentos na produção agrícola e nos volumes comerciais, tendo visto uma triplicação da sua população. O crescimento da população não só excedeu o período Ming, mas acabou por ultrapassá-lo devido a longos períodos de paz e prosperidade económica com o crescimento do comércio.  Uma estimativa consensual poderia situar a população em 1700 em cerca de 150 milhões, aproximadamente a mesma que era no auge da dinastia Ming. Em 1800, tinha atingido 300 milhões ou mais, e depois aumentou ainda mais para cerca de 450 milhões em meados do século XIX,  como o país mais populoso do mundo na altura. É comummente aceite que a população da China pré-moderna experimentou dois surtos de crescimento, um durante o período Song do Norte (960-1127) e outro durante o período Qing (por volta de 1700-1830). Não só a taxa de crescimento populacional Qing foi 40 por cento superior à dos Song, mas o crescimento também provou ser mais sustentável, alterando de forma decisiva e permanente a trajetória demográfica da China. 

### Expansão territorial
Além do aumento da população, o império Qing era muito maior em tamanho de território do que a dinastia Ming anterior, uma vez que Qing expandiu muito seu domínio na Ásia Interior durante a era Qing Alta, especialmente durante as Guerras Zungares-Qing de 1687 a 1758. Uma agência governamental Qing conhecida como Lifan Yuan foi criada para supervisionar as regiões fronteiriças do império. Além disso, a conquista dos territórios ocidentais dos mongóis, tibetanos e muçulmanos sob o domínio Qing foi outro fator de prosperidade. Mais uma vez, o domínio hábil dos imperadores da época, em combinação com campanhas militares como as Dez Grandes Campanhas permitiram este sucesso. Governar através de chefias em territórios como Taiwan permitiu que os povos conquistados mantivessem sua cultura e fossem governados por seu próprio povo, enquanto o Império Qing ainda possuía o controle e o governo finais. Estas tácticas dominantes criaram pouca necessidade ou razão para a rebelião dos conquistados. 

### Expansão comercial

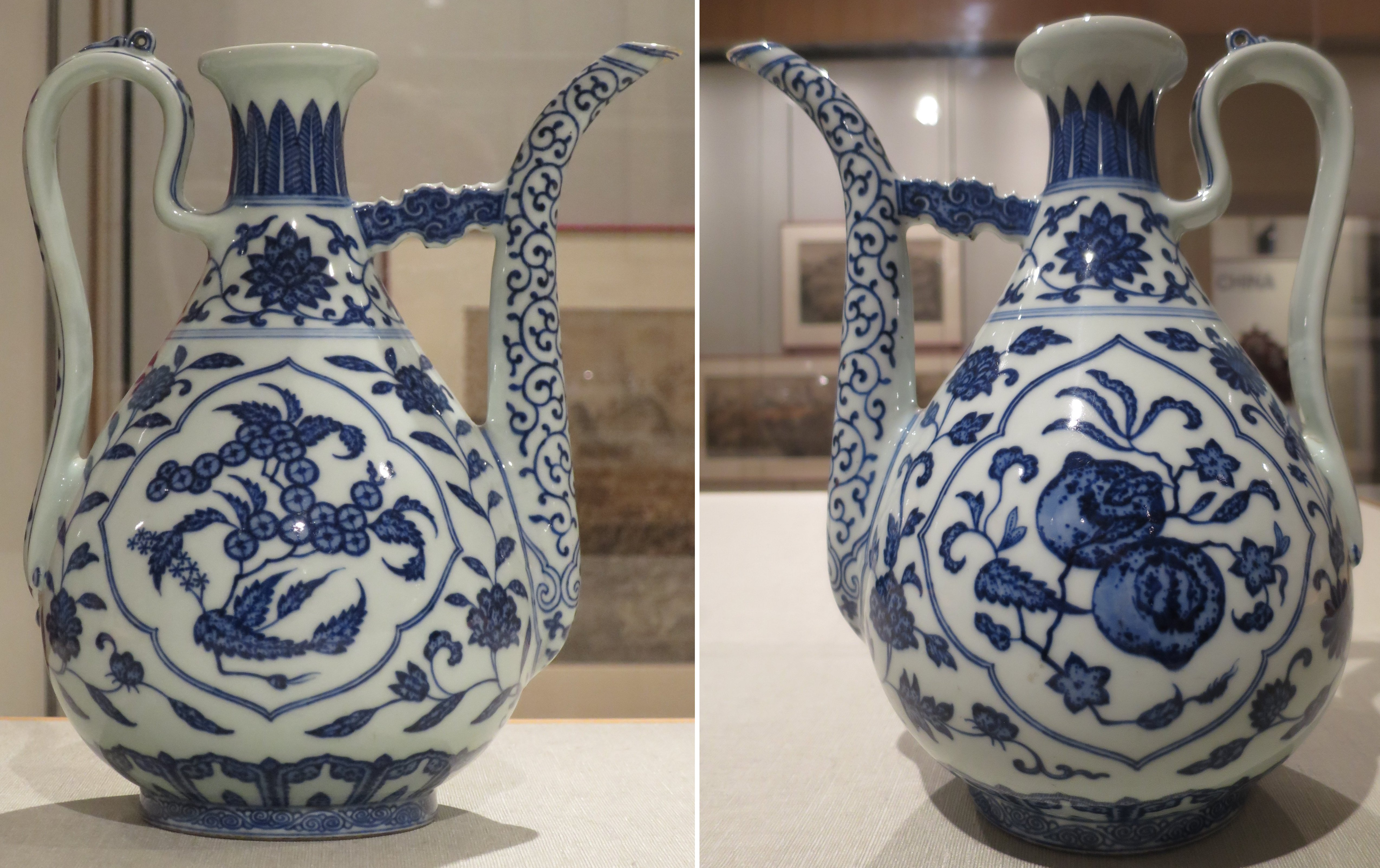
Exemplos de porcelana de alta qualidade produzida em massa durante a Alta Era Qing

Um forte renascimento das artes foi outra característica do Alto Império Qing. Através da comercialização, itens como a porcelana foram produzidos em massa e utilizados no comércio. Além disso, a literatura foi enfatizada à medida que bibliotecas imperiais foram construídas e as taxas de alfabetização de homens e mulheres aumentaram dentro da classe de elite. A importância da educação e da arte nesta época é que criaram um estímulo económico que duraria um período de mais de cinquenta anos.  Os estudiosos também descrevem o período até a era Alto Qing como uma segunda revolução comercial, que foi ainda mais transformadora do que a primeira que ocorreu anteriormente durante a dinastia Song. No final do século XVIII, desenvolveu-se o que os historiadores por vezes chamam de “economia de circulação” ou “economia de mercadorias”, na qual a comercialização penetrou na sociedade rural local num grau sem precedentes.  

### Alfabetização
Outra característica da Alta Qing foi o aumento das taxas de alfabetização, não apenas entre os homens, mas também entre as mulheres. Como os homens saíam de casa com mais frequência durante esta época devido à comercialização da indústria comercial, havia a concepção de que, para que os homens da família tivessem sucesso fora de casa, as mulheres da casa precisavam possuir sua própria moral distinta e autoridade.  Isto significava que as mães mais ideais das famílias da elite seriam educadas, tal como os seus maridos, na leitura e na escrita. O principal objetivo era começar a ensinar seus filhos a ler e escrever o mais jovens possível, a fim de melhor prepará-los para os concursos públicos no futuro pretendido. A ênfase na educação das mulheres é uma grande mudança em relação às épocas anteriores, o que distingue ainda mais o Alto Qing de outras épocas e impérios.